# Embidopsocus citrensis
Embidopsocus citrensis är en insektsart som beskrevs av Edward L. Mockford 1963. Embidopsocus citrensis ingår i släktet Embidopsocus och familjen boklöss. Inga underarter finns listade i Catalogue of Life.